# Лидия (имя)
Ли́дия (др.-греч. Λυδία, лат. Lydia, в значении «Лидиянка», «жительница Лидии» или «прибывшая из Лидии») — женское русское личное имя греческого происхождения. Название получило по области в Малой Азии — Лидии, где был распространён культ Зевса, откуда происходит его эпитет «Лидийский».
Имя стало известным по античным источникам, но для того времени оно было этнонимом и обозначало жительницу области Лидии. Поэт Гораций использовал его в качестве псевдонима для одной из своих возлюбленных, обеспечив ему жизнь в литературе.
На Русь имя принесено вместе с христианством из Византии. Долгое время было редким именем, лишь в XIX веке в Российской империи приобрело широкую популярность. К 1988 году тем не менее частота использования этого имени в России была невелика — 2-3 из тысячи новорождённых.

## Именины
- Православные (даты даны по григорианскому календарю)[1][6]: 5 апреля
- Католические[7]: 27 марта, 3 августа.

## Персоналии
- Лидия — христианская мученица, память 23 марта, одна из мучеников Иллирийских[8], вместе с мужем Филитом и детьми.
- Лидия из Фиатир — женщина, обращённая в христианство апостолом Павлом в ходе его миссионерского путешествия в 51—52 году.
- Лидия[англ.] (род. 1980) — испанская поп-певица.